# Loman (okręg Alba)
Loman – wieś w Rumunii, w okręgu Alba, w gminie Săsciori. W 2011 roku liczyła 578 mieszkańców.